# Pygeum africanum (extracto)

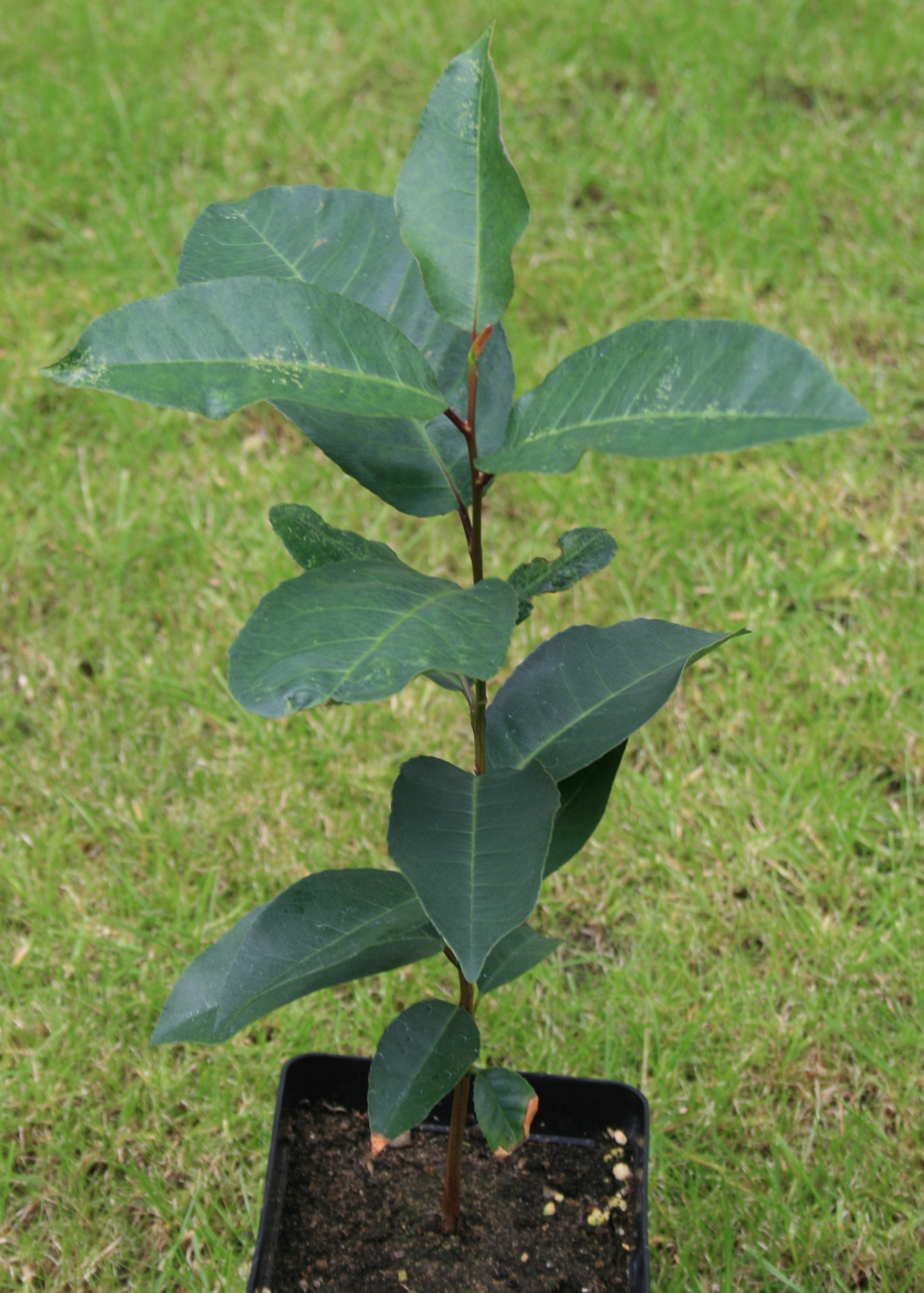
Pygeum africanum (Prunus africana)

El extracto lipofílico de ciruelo africano (Pygeum africanum Hook) es un producto de origen vegetal que se utiliza en medicina fitoterapéutica para aliviar los síntomas de la hiperplasia benigna de próstata, aumento de volumen de la próstata no maligno, para regenerar y estimular el tejido glandular prostático. Así mismo, mejora los signos funcionales ligados al adenoma prostático.

## Antecedentes
El ciruelo africano es un árbol nativo de las regiones central y sur de África, de la familia de las rosáceas. El extracto seco se ha utilizado desde 1969 en virtud de observaciones en las que se detectó que algunas tribus africanas utilizaban la corteza pulverizada y mezclada en líquido para aliviar la nicturia en hombres ancianos. Desde los años noventa comenzaron los estudios de los efectos del Pygeum africanum con el objeto de aliviar los síntomas funcionales del adenoma prostático.

## Principios activos
La planta ofrece varios principios activos: triterpenos, taninos, ácido ursólico, ácido α-hidroxiursólico, n-docosanol, n-tetracosanol, n-docosil transferulato y β-sitosterol. Sin embargo, los principales principios activos son los dos últimos mencionados.

## Acciones
Los análisis farmacoquímicos muestran que los extractos lipofílicos de la corteza caen dentro de 3 categorías:
- Fitoesteroles, como el β-sitosterol, que se ha detectado que inhibe la síntesis de prostaglandinas en el tejido prostático.
- Terpenos pentacíclicos. Estos poseen un efecto contra el edema.
- Ésteres del ácido ferrúlico (n-docosil transferulato). Se sabe que controla las acciones de la testosterona en la próstata.

Debe puntualizarse que estas acciones y efectos se han demostrado por estudios in vitro, por lo que se necesitan más estudios en humanos para demostrar que suceden del mismo modo en el organismo humano.

## Estudios
Un total de 18 ensayos controlados asignados al azar incluyeron 1562 hombres que cumplieron los criterios de inclusión. No hubo estudios que compararan el Pygeum africanum con intervenciones farmacológicas estándar, tales como los bloqueadores alfaadrenérgicos o los inhibidores de la 5 alfa-reductasa. La duración media del estudio fue de 64 días. 

### Resultados
En comparación con los hombres que recibieron un placebo, el Pygeum africanum proporcionó una mejoría moderadamente grande en el resultado combinado de síntomas urológicos y medidas del flujo, evaluado por un indicador del tamaño del efecto. Los hombres que recibieron el extracto de Pygeum africanum tuvieron el doble de probabilidad de informar una mejoría en los síntomas generales. La nicturia se redujo en un 19%, el volumen residual de orina en un 24% y el valor máximo del flujo de orina aumentó en un 23%. Los efectos adversos debidos al Pygeum africanum fueron leves y comparables con el placebo. La tasa total de abandonos fue del 12% y fue similar entre el extrato de Pygeum africanum (13%), el placebo (11%) y otros controles (8%).
Una preparación estandarizada de Pygeum africanum pudiera ser una opción útil de tratamiento de los hombres con síntomas asociados a hiperplasia benigna de la próstata. Sin embargo, los estudios revisados fueron de tamaño pequeño, fueron usadas dosis y preparaciones variadas y, raramente, los pacientes informaron a los científicos resultados de eficacia usando medidas validadas estandarizadas. 
El Pygeum africanum silvestre se encuentra amenazado hoy en día por lo que algunas organizaciones ecológicas y del ambiente se esfuerzan por crear zonas de plantación donde puedan cultivar esta especie y controlar la explotación desmedida.

## Farmacocinética
Se ha demostrado experimentalmente que el Pygeum africanum tiene un efecto antiproliferativo sobre los fibroblastos estimulados por el factor de crecimiento básico de fibroblastos (FCbF), que interviene en la patogénesis del adenoma prostático. Debe destacarse que el extracto de Pygeum africanum no interfiere con la actividad hormonal genital masculina. La eficacia del extracto se debe a la acción conjunta de los componentes del extracto de la corteza. No es posible realizar una cinética debido a que los componentes no pueden ser seguidos a través de un marcador ni por dosificación biológica. Como consecuencia, ninguno de los metabolitos ha podido ser identificado hasta el momento.

## Indicaciones
El extracto lipofílico de ciruelo africano está indicado en problemas funcionales ocasionados por el adenoma prostático y en las siguientes situaciones:
- Trastornos miccionales sin repercusión orgánica (polaquiuria, disuria, residuo vesical postmiccional).
- Preparación a intervención quirúrgica de adenomectomía.
- Secuelas de prostatectomía.[4]

## Efectos secundarios
Los efectos colaterales suelen ser de carácter gástrico; náuseas, vómito y en ocasiones puede presentarse prurito. 

## Contraindicaciones
Hasta el momento no se conocen contraindicaciones especiales, sin embargo, ciertas personas pueden presentar hipersensibilidad al extracto.

## Advertencias
El extracto de Pygeum africanum puede ser ingerido por pacientes femeninas, habida cuenta de que existen infinidad de ensayos clínicos que lo demuestran. Así pues está indicado en el pseudoprostatismo femenino, atonia vesical post partum , cistitis hormonodepemdientes , etc . Actualmente existen productos en el mercado catalogados como medicamentos, cuya ficha técnica así lo indica .La duración del tratamiento debe ser de al menos un mes y extenderse hasta dos meses. Posteriormente, es posible efectuar una repetición del tratamiento cada 6 u 8 meses, de ser necesario.

## Uso combinado
El extracto de Pygeum africanum ha sido combinado con extracto de Serenoa repens (palma enana americana) o con Urtica dioica (ortiga mayor) ya que se detectó que puede aumentar el efecto beneficioso sobre la próstata. Existen productos combinados que contienen tanto Urtica dioica como Pygeum africanum.

### Productos retirados del mercado
Aunque existe producción del extracto elaborada por marcas de laboratorios farmacéuticos establecidos, debe hacerse notar que existen en el mercado preparaciones fraudulentas o ilegales no estandarizadas con precios altos y que no poseen las características beneficiosas de los productos de laboratorios establecidos legales dado el complejo proceso de extracción de las materias primas necesario para obtener un adecuado rendimiento y conseguir una oportuna estandarización.
Una lista aproximada de estos productos, retirados del mercado de España, es la siguiente:
- Prosta Med (Combinación de extractos de Pygeum africanum y Sabal serrulata)
- Prostacal (igual que Prosta Med)
- Pygeum (African)

El extracto estandarizado debe ser recetado por un médico urólogo.

## Registro
En México, el extracto de Pygeum africanum tiene el registro de la Secretaría de Salud número 76318.
En Venezuela, todos los medicamentos legales han sido registrados en el Ministerio del Poder Popular para la Salud.